# Difuzor
Difuzor (njem. Diffusor < lat. diffusor, od diffundere: širiti, razlijevati) je konično prošireni kanal, element strujnih strojeva (turbine, rotacijske crpke, ventilatori, turbokompresori, aerodinamički tuneli). Difuzor uz najmanje gubitke energiju strujanja fluida (kinetičku energiju) pretvara u energiju pritiska. U difuzoru se, dakle, zbiva proces suprotan onomu u sapnici. Poprečni se presjek difuzora povećava u smjeru strujanja. Brzina se strujanja medija kroz difuzor smanjuje, a tlak povećava. Optimalni konicitet difuzora iznosi oko 7 do 9°. Kod nadzvučnih brzina strujanja kompresibilnih medija, difuzor je posebno oblikovan (obično konvergentno-divergentni) ovisno o Machovu broju i svojstvima medija.
Difuzor (eng. diffuser), u kontekstu automobilske industrije, aerodinamički je dodatak čija je namjena poboljšanje performansi bolida, točnije downforcea. On uvlači zrak u sebe koji prolazi ispod bolida i da pritišće bolid prema podlozi. Difuzor, radi razlike u tlaku zraka ispod bolida i na njegovom izlazu usisava zrak koji se nalazi pod samim bolidom. To je jedan od najvažnijih dijelova bolida na kojem se moze dobiti mnogo desetinki vremena optimiziranjem rada difuzora i protoka zraka.

## O difuzoru
Nalazi se ispod zadnjeg krila i moze se reci da je nastavak podnice bolida. Sastoji se od više tunela i razdvajača zraka koji su pažljivo usmjereni da bi efekt usisavanja zraka na difuzoru bio što izraženiji. Dizajn donjeg dijela bolida, dakle i samog difuzora je jako bitan, jer uvelike utječe na ponašanje bolida u zavojima. Dizajneri moraju voditi računa da bolid ima dobre performanse u svim okolnostima, i na svakoj udaljenosti bolida od podloge. Prelaskom preko pasice se praktički gubi sav utjecaj na downforce bolida koji stvara difuzor. Bolid u tim slučajevima postaje nervozniji za upravljanje. 

### Dvostruki difuzor
Dvostruki difuzor (eng. double-decker diffuser) donio je mnoge kontroverze u svijetu Formule 1. Prvi puta se pojavio u prvenstvu Formule 1 2009. na bolidima momčadi Brawn GP, Williams F1 i Toyote, ali kasnije su ga sve momčadi imale. To je poseban difuzor koji propušta veću količinu zraka (od običnog difuzora), a time zrak brže protječe ispod bolida i stvara se podtlak koji drži bolid zaljepljen za podlogu. U donesenom FIA-inom pravilniku od 2011. dvostruki difuzori su zabranjeni.